# Necho I
Menkheperre Necho I (tiếng Ai Cập: Nekau, tiếng Hy Lạp: Νεχώς Α ' hoặc Νεχώ Α', tiếng Akkad: Nikuu ) (? - 664 trước Công nguyên gần Memphis) là một vị vua ở thành phố Sais của Ai Cập cổ đại. Ông là vị vua bản địa đầu tiên của Sais thuộc vương triều thứ 26 của Ai Cập được chứng thực và đã trị vì trong 8 năm (672-664 TCN) theo tác phẩm Aegyptiaca của Manetho. Ai Cập đã được thống nhất bởi người con trai của ông là Psamtik I.

## Tiểu sử
Vào năm 672 TCN, Necho trở thành vua của Sais và sử dụng tước hiệu của pharaon. Một năm sau đó người Assyria dưới sự lãnh đạo của Esarhaddon đã xâm lược Ai Cập. Necho đã trở thành một trong những chư hầu của Esarhaddon, ông ta đã thừa nhận tước vị của Necho cùng lãnh địa của ông, cũng như ban cho ông những vùng lãnh thổ mới, có thể bao gồm cả thành phố Memphis.
Vào năm 669 trước Công nguyên, vua Taharqa của vương triều thứ 25 tiến quân từ phía nam hướng về khu vực vùng đồng bằng châu thổ sông Nile mà chính thức đang nằm dưới sự kiểm soát của người Assyria; Ngay khi biết được điều đó, Esarhaddon đã chuẩn bị đích thân quay trở lại Ai Cập để đẩy lui kẻ xâm lược, nhưng ông ta đã đột ngột qua đời. Cái chết của Esarhaddon đã dẫn đến một cuộc khủng hoảng chính trị ở đế quốc Assyria, nhưng cuối cùng thì người con trai của ông ta, Ashurbanipal, đã trở thành vị quốc vương mới mà không gặp phải thách thức nào. Cuộc phản công được cha của ông ta lên kế hoạch đã diễn ra vào năm 667/666 TCN .
Taharqa đã bị đánh bại và đẩy lùi về Thebes, thế nhưng Ashurbanipal lại nhận thấy rằng vị vua bại trận kia cùng với một số lãnh chúa ở Hạ Ai Cập - có tên là Pekrur của Pishaptu (Per-Sopdu), Sharruludari của Ṣinu (có thể là Pelusium) và Nikuu (Necho I) - đang âm mưu chống lại ông ta. Ông ta đã bắt giữ những kẻ âm mưu, giết chết một bộ phận cư dân ở các thành phố mà họ cai trị, và đày các tù binh đến Nineveh.
Bất ngờ thay, Necho được vị vua của Assyria ân xá, và được phục hồi lại ngôi vị tại Sais cùng với lãnh địa trước kia của ông cũng như nhiều lãnh thổ mới như là một món quà, trong khi người con trai của ông, Psamtik (được gọi là Nabusezibanni trong tiếng Akkad), được phong làm thị trưởng của Athribis. Người ta đã nêu giả thuyết cho rằng bằng lòng hào hiệp của mình, Ashurbanipal đã hy vọng trông cậy được vào lòng trung thành của một đồng minh Ai Cập trong trường hợp có một cuộc tấn công khác được các vị pharaon của vương triều thứ 25 tiến hành, và có lẽ là để gây ra và tăng thêm sự thù địch giữa hai gia phe (tức là giữa Kush và Sais) do tranh giành các quyền lợi. Theo các ghi chép lịch sử, Necho I đã tử trận gần Memphis trong khi đang bảo vệ lãnh thổ của ông khỏi một cuộc tấn công mới của người Kush dưới sự lãnh đạo của vị vua kế vị Taharqa là Tantamani vào năm 664 TCN trong khi đó Psamtik bỏ chạy đến Nineveh dưới sự bảo vệ của Ashurbanipal. Cuộc xâm lược này của người Nubia vào khu vực đồng bằng châu thổ của người Ai Cập sau đó đã bị người Assyria đẩy lùi (năm 664/663 TCN), họ đã tiếp tục tiến về phía nam tới Thượng Ai Cập và thực hiện cuộc cướp phá Thebes nổi tiếng.

### Gia đình
Sau khi nghiên cứu một cuộn giấy cói từ Tebtunis, nhà Ai Cập học người Đan Mạch Kim Ryholt tuyên bố rằng Necho I là một người con trai của một vị vua tên là Tefnakht, có lẽ là Tefnakht II. Ryholt cũng đưa ra tranh luận về sự tồn tại của Nekauba, ông ta dường như là tiên vương của Necho I và có lẽ là anh trai của ông; Ryholt đưa ra giả thuyết cho rằng số ít các văn kiện không đáng tin cậy nhắc đến Nekauba thay vào đó nên được cho là nói đến Necho II, và rằng Necho I là người đã trực tiếp kế vị Tefnakht II.
Nhà sử học người Pháp Christian Settipani tin rằng Necho đã kết hôn với Istemabet, họ là cha mẹ của Psamtik I và người em gái của ông ta.
Theo nhà Ai Cập học người Anh Kenneth Kitchen, có thể công chúa Ta-khered-en-ta-ihet- [weret] là con gái của Necho, bà đã được sắp đặt một cuộc hôn nhân dàn xếp mang tính chính trị với lãnh chúa địa phương của Herakleopolis, Pediese .

## Chứng thực
Necho I chủ yếu được biết đến từ các văn kiện của người Assyria nhưng cũng có một vài đồ vật của người Ai Cập được biết đến. Trong số đó có một bức tượng Horus bằng gốm tráng men, nó có khắc đồ hình của ông và một lời đề tặng cho nữ thần Neith của Sais ,hiện nay nó được trưng bày tại Bảo tàng Khảo cổ học Ai Cập của Petrie(UC 14869). Ông cũng được nhắc tới trong nhiều câu chuyện dân gian.

Năm thứ hai của Necho I ngày nay được chứng thực trên một tấm bia đá lưu giữ sự dâng hiến mang tính cá nhân mà được công bố đầu tiên bởi Olivier Perdu . Tấm bia đá này ghi lại việc dâng hiến một mảnh đất lớn cho bộ ba Osiris của Per-Hebyt (ngày nay là Behbeit el-Hagar gần Sebennytos) bởi vị "Tư tế của Isis, Người tình của Hebyt, Đại Trưởng... con trai của Iuput, Akanosh".